# Road to Ubuntu
Pour les articles homonymes, voir RTU.
Road to Ubuntu (RTU) est un paquet de logiciels qui permet de rendre Ubuntu plus opérationnel en quelques clics. Il contient de quoi installer des codecs (comme le faisait Automatix ou le paquet de codecs K-Lite Codec Pack sous Windows), des lecteurs et greffons multimédias (audacious, dvdcss, ace, RAR), des logiciels de base (gqview, cheese), d'autres plus avancés tels que lm_sensors, et des paramètres utilisateur qui facilitent les manipulations (scripts, réglages).
Un des avantages de RTU est qu'il contient tous les paquets et dépendances des programmes concernés, et ne nécessite pas de connexion Internet lors de son installation.